# Johnny B. Goode
«Johnny B. Goode» es una canción del cantante y guitarrista estadounidense Chuck Berry. Apareció por primera vez como sencillo en 1958 y luego fue incluida en su álbum recopilatorio Berry Is on Top, de 1959. Es su canción más reconocida a nivel mundial y también una de las más versionadas por otros artistas.
A los pocos días de ponerse a la venta llegó al segundo lugar de la lista R&B Singles y hasta la octava posición de los Billboard Hot 100, ambas de los Estados Unidos. Desde hace años es reconocida como una de las primeras canciones del rock and roll y está situada en las listas de las mejores del rock tanto en libros y revistas como en páginas web. Una de ellas es la revista Rolling Stone, que la posicionó en el séptimo lugar de su lista de las 500 mejores canciones de todos los tiempos. Según el sitio agregador de listas Acclaimed Music, es la 5.ª canción más aclamada por los críticos de todos los tiempos.

## Composición
Escrita por Chuck Berry en 1955, su letra cuenta cómo un chico de campo toca la guitarra con el fin de ser una celebridad sobre el escenario. Berry ha reconocido que la canción es en parte algo autobiográfica y que en un principio en sus letras aparecía «colored boy» —«chico de color» en español y que hace alusión al color de piel del guitarrista— pero que lo cambió a «country boy» —«chico de campo» en español— con la idea de que pudiera ser tocada en las radios estadounidenses.
Su título, además de sugerir que el guitarrista es bueno, lo que en inglés y de manera literal se dice be good, alude a ciertos elementos biográficos de Berry, ya que este nació en la avenida Goode 2520 de Saint Louis (Misuri).  La canción inicialmente fue inspirada por el pianista Johnnie Johnson, aunque se convirtió en una referencia de Berry en sí mismo. A pesar de que Johnson tocaba el piano en todas las canciones anteriores del guitarrista, en esta el pianista fue Lafayette Leake.
Por otra parte, el riff de guitarra que abre la canción es una copia nota por nota de la apertura del tema de 1946 «Ain't That Just Like a Woman», del líder de orquesta Louis Jordan y que fue tocada por el guitarrista Carl Hogan.

## Legado y otras apariciones
Con el pasar de los años el tema ha aparecido en series de televisión y películas, y ha sido interpretada por muchas bandas. Cabe mencionar que Berry ha escrito una docena de canciones donde utiliza a Johnny B. Goode como un personaje ficticio en temas como «Bye Bye Johnny», «Go Go Go» y «Johnny B. Blues», e incluso en 1969 publicó el long play Concerto in B. Goode. Además su grabación original fue incluida en el Disco de oro de las Voyager que fue lanzado al espacio en la sonda del mismo nombre como un testimonio de la humanidad.
El 23 de enero de 1986, cuando fue incluido en el Salón de la Fama del Rock, Berry la interpretó junto a «Rock & Roll Music», respaldado por Bruce Springsteen y la E Street Band. Además, el salón de la fama incluyó a «Johnny B. Goode», «Rock & Roll Music» y «Maybellene» en su lista de las 500 canciones que dieron forma al rock and roll. En 1999 Berry recibió el Premio del Salón de la Fama de los Grammy por considerar al tema como influyente para el rock and roll.
Por otro lado y dentro de las películas en las que se ha incluido como banda sonora destacó Back to the Future de 1985, donde su protagonista Michael J. Fox la interpreta en el baile de la escuela llamado Enchantment Under the Sea que se celebraba en noviembre de 1955. Mientras Fox tocaba la canción el músico Marvin Berry hace una llamada a su primo Chuck diciéndole que acababa de encontrar el sonido que él buscaba. Cabe señalar que en realidad el vocalista de dicha versión era Mark Campbell, mientras que la guitarra la interpretó Tim May.

## Versiones
Desde su publicación ha sido versionada por decenas de artistas tanto en sus conciertos en vivo, álbumes de estudio o como pista adicional para ciertos países. Algunas de ellas también han ingresado en las listas de popularidad como la versión realizada por el cantante de country Buck Owens en 1969 que llegó al primer puesto de las Hot Country Songs estadounidense. En 1972 la versión hecha por el guitarrista Jimi Hendrix se publicó de manera póstuma, situándose en la posición número 35 en la lista británica UK Singles Chart. Por su parte en 1983 la versión de Peter Tosh se posicionó en el lugar 84 en la lista Billboard y en el puesto 48 en el Reino Unido.

### Versión de Elvis Presley
Elvis Presley incluyó la canción Johnny B. Good en su gira de 1972 por Estados Unidos, siendo el tema de apertura de la película Elvis on Tour, ganadora de un Globo de Oro. Elvis volvería a cantarla nuevamente al año siguiente durante su concierto en Hawái transmitido vía satélite a varios países, conocido como Aloha from Hawaii, lo cual colaboraría a popularizar aún más la canción.
La versión de Elvis contaba con los arreglos de guitarra de James Burton y a diferencia de la original se omitía la segunda estrofa, repitiéndose la tercera estrofa dos veces.

### Versión de Judas Priest
En 1988 la banda británica de heavy metal Judas Priest la grabó para su álbum Ram It Down, lanzado ese mismo año. También en 1988 la canción fue incluida en la banda sonora de la película cómica Johnny Be Good, protagonizada por Anthony Michael Hall, Robert Downey Jr. y Paul Gleason.
Para promocionarlo se grabó un vídeo musical dirigido por Wayne Isham en una presentación en vivo durante la gira Mercenaries of Metal Tour. A los pocos días de su lanzamiento llegó hasta el puesto número 64 en la lista UK Singles Chart.

### Lista de canciones
| Vinilo de 7" |                                                                     |          |  |
| N.º          | Título                                                              | Duración |  |
| 1.           | «Johnny B. Goode»                                                   | 4:39     |  |
| 2.           | «Rock You All Around the World» (en vivo, tomado de Priest...Live!) | 4:41     |  |

| Vinilo de 12" |                                                                     |          |  |
| N.º           | Título                                                              | Duración |  |
| 1.            | «Johnny B. Goode»                                                   | 4:39     |  |
| 2.            | «Rock You All Around the World» (en vivo, tomado de Priest...Live!) | 4:41     |  |
| 3.            | «Turbo Lover» (en vivo, tomado de Priest...Live!)                   | 5:53     |  |

| Vinilo de 12" |                                                                     |          |  |
| N.º           | Título                                                              | Duración |  |
| 1.            | «Johnny B. Goode»                                                   | 4:39     |  |
| 2.            | «Rock You All Around the World» (en vivo, tomado de Priest...Live!) | 4:41     |  |
| 3.            | «Living After Midnight» (en vivo, tomado de Priest...Live!)         | 7:24     |  |

### Lista de versiones
A continuación se muestra una lista parcial de artistas que alguna vez han versionado la canción en conciertos en vivo, álbumes de estudio o en presentaciones especiales e incluso en versiones caseras filmadas con celulares:
| - AC/DC - Aerosmith - Andrés Calamaro - Airbag - Bad Religion - The Beach Boys - The Beatles - Bon Jovi - Roy Buchanan - Burning - Carpenters - Cidade Negra - The Coasters - Coldplay - John Denver - Dion - Celine Dion - John Farnham - Dr. Feelgood - Five Iron Frenzy - Rory Gallagher - Danny Gatton - The Grateful Dead - Green Day - The Guess Who | - Bill Haley & His Comets - Johnny Hallyday - Hanson - Jimi Hendrix - Buddy Holly - Tomoyasu Hotei - Elton John - Judas Priest - B.B. King - Al Kooper - Jonny Lang - John Lennon - Jerry Lee Lewis - Living Colour - LL Cool J - Lynyrd Skynyrd - John Mayer Trio - Meat Loaf - MF Doom - Micky Dolenz - Mina Mazzini - NOFX - NRBQ - La Onda Vaselina - Operation Ivy | - Ossifar - Buck Owens - Phish - Pink Fairies - Elvis Presley - Prince - Cliff Richard - Johnny Rivers - The Rolling Stones - Carlos Santana - Sex Pistols - The Shadows - Skrewdriver - Slade - Status Quo - Stray Cats - Los Suaves - George Thorogood - Peter Tosh - Twisted Sister - Conway Twitty - Uncle Tupelo - Nobuo Uematsu - The Who - Brian Wilson - Johnny Winter |